# Jüri Pootsmann
Jüri Pootsmann (ur. 1 lipca 1994 w Raikküli) – estoński piosenkarz, prezenter telewizyjny i osobowość medialna.
Zwycięzca szóstej edycji programu Eesti otsib superstaari (2015). Reprezentant Estonii w 61. Konkursie Piosenki Eurowizji (2016).

## Życiorys
W dzieciństwie śpiewał sopranem i występował w żeńskich chórkach. Podczas studiów wyjechał na roczną wymianę studencką do Danii, dzięki czemu biegle porozumiewa się w języku duńskim.
W 2015 zwyciężył w finale szóstej edycji programu Eesti otsib superstaari, dzięki czemu podpisał kontrakt z wytwórnią Universal Music Baltics. Pod koniec roku wydał epkę, zatytułowaną po prostu Jüri Pootsmann, którą promował singlami: „Torm”, „Aga siis”, „Sadama peab”, „Nooled” i „Ainult jooksen”.

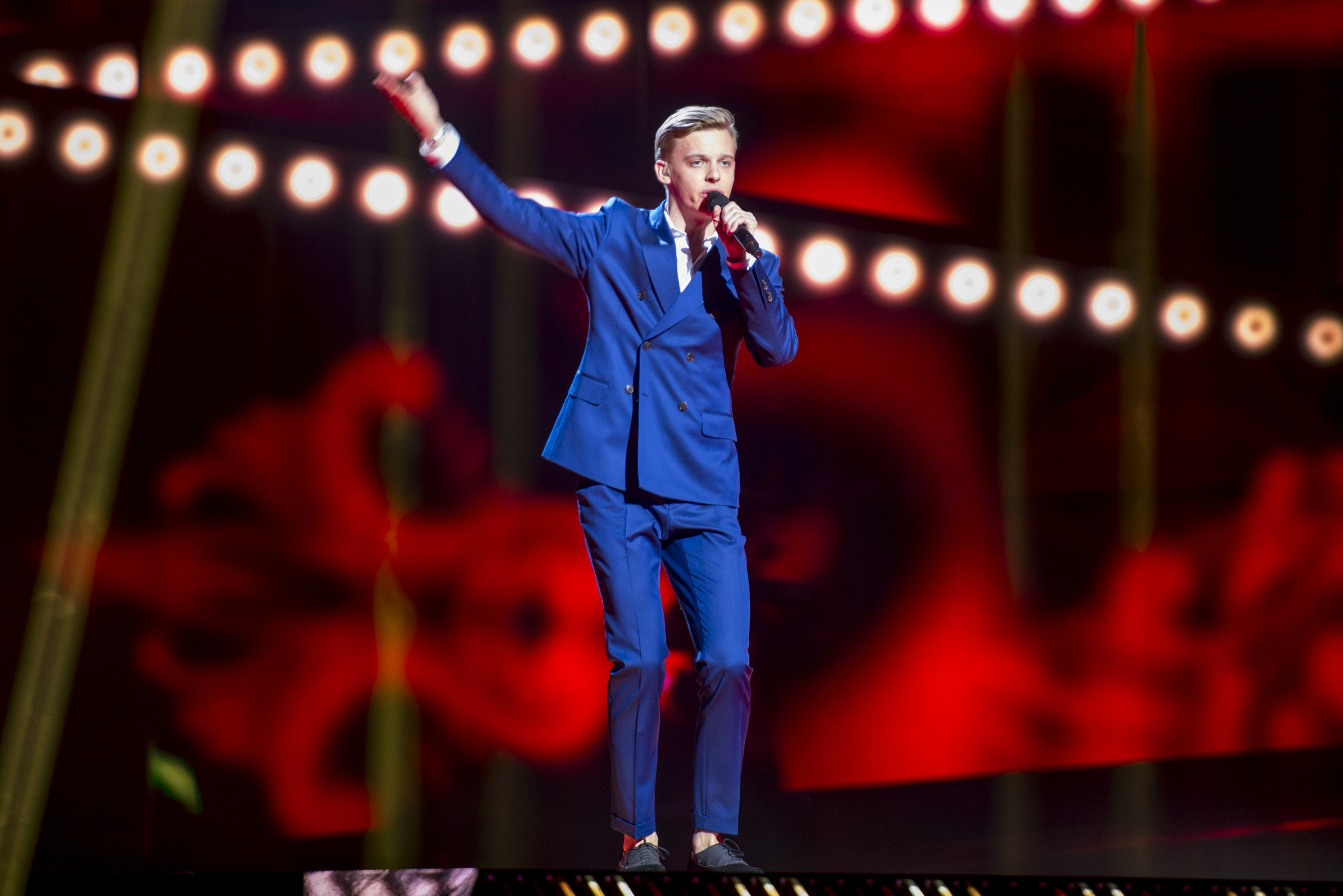
Pootsmann podczas 61. Konkursu Piosenki Eurowizji w Sztokholmie (2016)

W 2016 zwyciężył z utworem „Play” w finale programu Eesti Laul, dzięki czemu został reprezentantem Estonii w 61. Konkursie Piosenki Eurowizji organizowanym w Sztokholmie. Zajął ostatnie, 18. miejsce w pierwszym półfinale Eurowizji 2016. 18 listopada 2016 wydał debiutancki album pt. Täna. W 2017 był sekretarzem podającym estońskie punkty jurorskie w finale 63. Konkursu Piosenki Eurowizji. W 2018 został prezenterem porannej audycji w radiu MyHits. W 2021 z utworem „Magus Melanhoolia” zajął trzecie miejsce w finale programu Eesti Laul 2021. Jesienią 2022 współprowadził szóstą edycję programu Tantsud tähtedega na TV3.

## Dyskografia
Albumy studyjne
- Täna (2016)

Minialbumy (EP)
- Jüri Pootsmann (2015)